# Paragominas
Paragominas é um município brasileiro do estado do Pará, pertencente à Região Geográfica Imediata de Paragominas localizado na Região Norte do país, a uma latitude 02º59'45" Sul e longitude 47º21'10" Oeste.
O município possui uma economia diversificada e destacada, um polo tradicional de produção de grãos e pecuária de corte no estado, atualmente se depara com a pecuária de leite e a piscicultura emergindo entre médios e pequenos produtores. Sendo o campeão paraense de produção de pescado em cativeiro em 2023, (20,2% da Produção Estadual). Forneceu toneladas de pescado para municípios do estado e ainda realizou feiras de peixe vivo.

## Etimologia
O nome Paragominas deriva e abrevia-se dos nomes dos estados: Pará, Goiás e Minas Gerais, e a explicação é, Pará: Estado onde seria fundada a cidade. Go: (Goiás) em homenagem aos componentes da caravana que colonizou a cidade e Minas: Estado de origem do idealizador da cidade, Célio Resende de Miranda, prestando uma homenagem aos requerentes das 200 Glebas de terras, investidores que em sua maioria eram mineiros.

## História
Na década de 1950, a colonização do município de Paragominas foi efetivada por camponeses, que chegaram à região, antes da construção da rodovia Belém-Brasília. Em 1958, precisamente com o desbravador Ariston Alves da Silva, quando atravessou a bacia do Capim e estabeleceu primeira plantação de arroz.

### O maior acidente automobilístico do Brasil
O acidente da rodovia Belém-Brasília, ocorrido em uma noite do 28 de julho de 1972 ou 1974, é lembrado como um dos maiores e mais trágicos acidentes automobilísticos na região, embora seja pouco conhecido. O fato aconteceu na BR-010, na cidade de Paragominas nas proximidades da Colônia Gurupizinho (atualmente, município de Ulianópolis), quando um caminhão carregado com grandes quantidades de madeiras colidiu com um ônibus que transportava passageiros de São Paulo a Belém. O trágico evento resultou na morte de entre 69 a 82 pessoas e deixou 11 feridos.
A colisão causou um incêndio imediato, devastando completamente o ônibus. A rodovia, que ainda estava em processo de construção, possuía uma infraestrutura precária e a iluminação era inadequada, o que agravou ainda mais as consequências do acidente. Na época, a rodovia conectava Belém a Brasília e era considerada uma das mais importantes para o município de Paragominas e para o estado do Pará, no coração da Amazônia.

### História recente
No dia 12 de abril de 2018 ocorreu um temporal de proporções inéditas na cidade, em apenas uma hora choveu 110 mm, causando alagamentos em vários bairros da cidade e nas rodovias estaduais. O temporal ocasionou a morte de duas crianças que foram arrastadas pela força das águas e uma senhora veio a óbito dias depois, pois ingeriu muita água contaminada. Esse alagamento deixou várias pessoas desabrigadas.

## Geografia

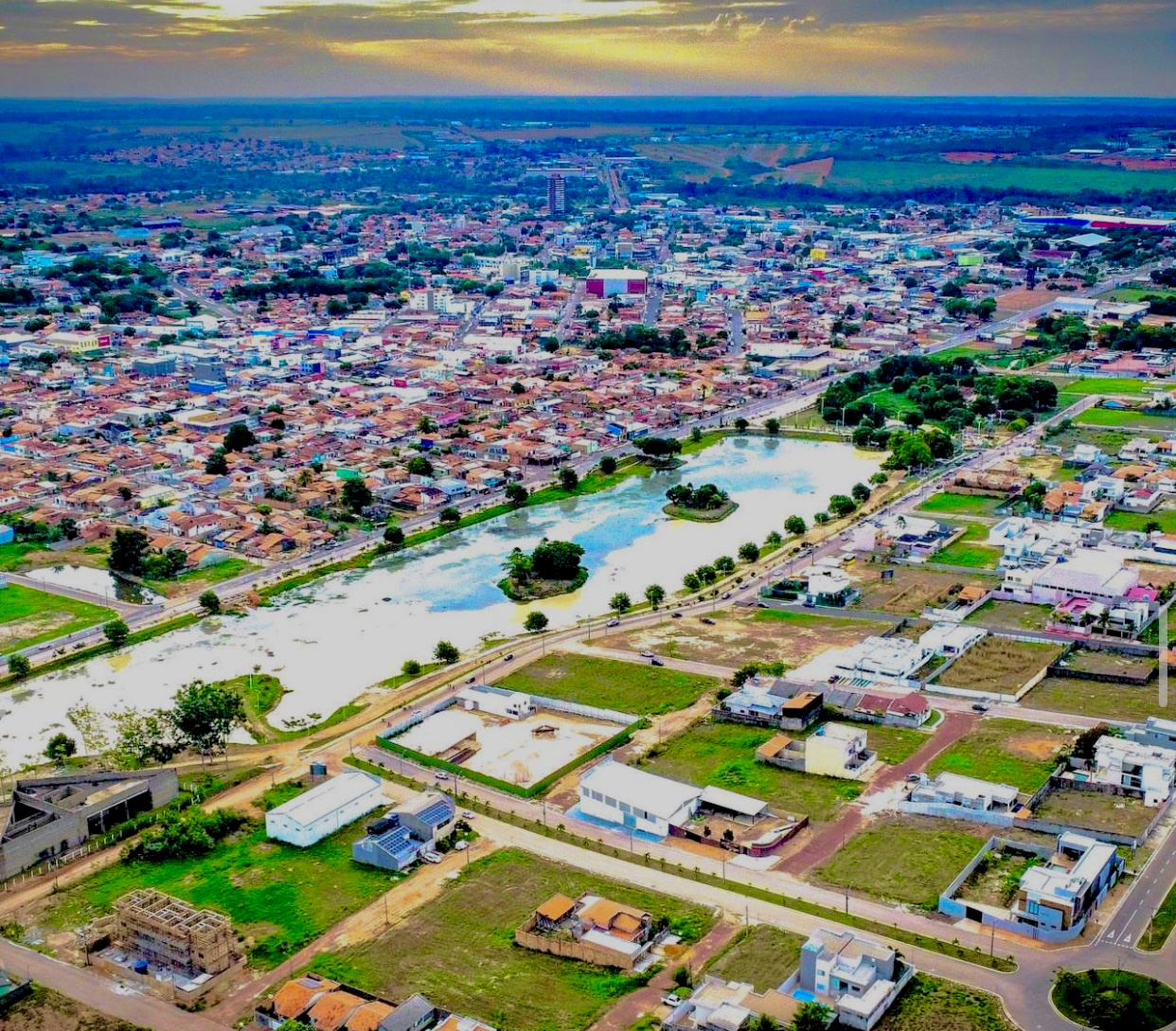
Vista aérea da cidade de Paragominas que abaixo está o famoso Lago Verde

Localiza-se na Região Geográfica Imediata de Paragominas (uma das 5 regiões imediatas que compõem a Região Geográfica Intermediária de Castanhal) em uma área de 19 352,254 km², a uma latitude 02º59'45" sul e a uma longitude 47º21'10" oeste, estando a uma altitude de 90 metros. De acordo com os dados do Censo demográfico de 2022, disponibilizados pelo IBGE, sua população em 2023 é de 105.550 habitantes. Tendo uma taxa de Urbanização de 89,37% (94.340hab)

### Clima
A cidade tem um clima tropical de acordo com Köppen-Geiger. A temperatura média é de 26,6 °C. A precipitação média anual é de 1805 mm.
|                   | Jan  | Fev  | Mar  | Apr  | Mai  | Jun  | Jul  | Ago  | Set  | Out  | Nov  | Dez  |   |      |
| Temperatura (°C)  | 26,3 | 26,3 | 26,3 | 26,6 | 26,5 | 26,3 | 26,5 | 26,8 | 26,9 | 27,1 | 27,2 | 26,9 | Ø | 26,6 |
| precipitação (mm) | 240  | 316  | 391  | 304  | 149  | 66   | 29   | 36   | 37   | 56   | 60   | 121  | Σ | 1805 |

## Demografia

### Desenvolvimento populacional
Fonte: IBGE (valor para 2020 é apenas uma estimativa).

### Composição étnica
Grupos étnicos de acordo com a classificação estatística do IBGE:
| Grupo     | 1991   | 2000   | 2010   | 2022   | anotação |
| --------- | ------ | ------ | ------ | ------ | -------- |
| Pardos    | 48.521 | 49.139 | 66.928 | 71.824 | Pardo    |
| Brancos   | 15.167 | 20.051 | 20.215 | 21.410 | Branco   |
| Pretos    | 2.948  | 5.313  | 8.705  | 10.702 | Preto    |
| Amarelos  | 26     | 390    | 887    | 167    | Asiatico |
| Indígenas | 152    | 806    | 1.084  | 1328   | indígena |
| de outros | 262    | 752    | –      |        |          |

## Cultura
Um dos eventos de maior importância cultural e econômica na cidade é a feira Agropecuária (Agropec), conhecida localmente como "exposição" ou "feira agropecuária'', acontece anualmente em agosto, e envolve além da exposição de gado, móveis, máquinas e automóveis para venda.
Nos últimos anos, um novo evento voltado para o setor agrícola começou a ganhar destaque na Região, a Show Agro, feira de negócios realizada de 2016, pela COOPERNORTE - Cooperativa Agroindustrial Paragominense, o evento, que ocorre anualmente no final de mês de Maio, teve, em 2022, um volume de negócios na casa de R$ 932 Milhões e em 2023 chegou a marca de R$ 1,3 Bilhão, se consolidando como uma das maiores feira do Agronegócio do Norte e Nordeste.
Em setembro de 2022, nos dias 01, 02 e 03, foi criado e realizado um novo evento importante na cidade além da Agropec e Show Agro, chamado de PARAGOMINAS MOTO FEST, agora é oficialmente realizado anualmente por motociclistas, começando a ser popular na cidade rapidamente, esse festival é um maior encontro de motociclistas do norte do Brasil. O festival se tornou especial pelo marco de ser o primeiro grande evento motociclístico da região norte após o período pandêmico, com convidados de todas as regiões do Brasil, com grandes atrações e programações que marcam os 3 dias de evento. O evento conta com 05 super shows de bandas renomadas, passeio motociclístico pelas principais ruas da cidade, corrida da tartaruga (piloto que cruzar a linha de chegada por último, sem tocar o pé no chão vence) e premiação para diversas categorias. Com o apoio de expositores de grandes marcas, apresentações de renome, amantes do mundo duas rodas, O Paragominas Moto Fest crescerá a cada edição e já se tornou um dos encontros de motociclistas mais importantes do Brasil, carimbando o seu nome na agenda nacional de eventos.
Agora, já os eventos religiosos no município como: Festividade de Santa Teresinha do Menino Jesus, ocorre anualmente no dia 2 de outubro, festa do Sagrado Coração de Jesus, que acontece anualmente em no mês de Junho e o tão conhecido e importante Círio de Nossa Senhora de Nazaré e acontece em todo o domingo de Novembro e é esperado pelos fiéis católicos do município de Paragominas.
Anualmente nos dias 11 à 20 de Janeiro acontece a Festividade de São Sebastião , que é da religião de Umbanda, cada noite tem uma atração diferente com DJ'S, show de cantores locais e rituais litúrgicos. A procissão de São Sebastião em sincretismo ao orixá Oxóssi é realizada no dia 19 de Janeiro caminhando nas ruas do Bairro Jardim Bela Vista até o Terreiro de São Sebastião pertencente ao Babalorixá, Pai Salazar de Oxóssi no Bairro Laércio Cabeline com ritos, shows e queima de fogos.

## Economia
A cidade vem recebendo uma significativa quantidade de migrantes de outras regiões brasileiras impulsionados pela presença na cidade da mineradora  Hydro. A notícia sobre a presença dessa empresa na cidade atraiu milhares de pessoas que buscavam oportunidades de emprego. Além desta, várias outras empresas de grande porte começaram a se instalar no município. Instalou-se também a empresa de alimentos naturais e cosméticos, VOE Superfoods, com filial na Oceania, a fim de englobar a agricultura familiar ao contexto urbano Nacional, uma empresa inteiramente Brasileira, que vide conciliar o contexto Brasileiro aos demais países através de seu projeto.
Em 2008, o então prefeito Adnan Demachki lançou o projeto Paragominas Município Verde que revolucionou o município e tornou-a modelo para toda a Amazônia como cidade sustentável, sendo construídos três cartões postais na cidade, o Parque Ambiental Adhemar Monteiro, o Lago Verde e, o Estádio Municipal.
No final de 2010, instalou-se em Paragominas a primeira fábrica de MDF das regiões Norte, Nordeste e Centro-Oeste do Brasil, com o produto feito a partir de madeira reflorestada, garantindo o desenvolvimento sustentável da região. Está em fase de implantação no município uma termoelétrica que funcionará a partir da queima do pó de serra; a previsão é que esta entre em operação em junho de 2012.
Tem instalada uma Vara do Trabalho, um Fórum do Tribunal de Justiça do Estado do Pará com três varas, Superintendência de Polícia Civil, o 19º Batalhão de Polícia Militar e Corpo de Bombeiros. O município é sede de uma Subseção da OAB, onde o atual Presidente da subsecção é Diego Sampaio Sousa (2016 a 2018). Conta ainda com a presença da Justiça Federal, instalada em 23 de março de 2012.
Deste 2013, município também está incluído no projeto da Ferrovia Norte-Sul. Que para se concretizar necessitava da construção de um ramal ferroviário com extensão de 60 km, estabelecendo a conexão do seu trecho que vai de Açailândia, no Maranhão, ao porto de Vila do Conde, em Barcarena, próximo da capital paraense. A proposta foi feita em conjunto pela Federação das Associações de Municípios do Estado do Pará (Famep), o então governador Helder Barbalho, a liderança do PT paraense Paulo Rocha (ex-deputado federal) e, a Empresa de Planejamento e Logística (EPL). A inclusão de Paragominas na Ferrovia Norte-Sul, beneficiará Rondon do Pará, municípío paraense onde o Grupo Votorantim implanta um grande complexo industrial de mina e refinaria para produção de bauxita e alumina.
É sede da 1ª Cooperativa de Energia Renovável do Brasil, a Cooperativa Brasileira de Energia Renovável - COOBER, fundada no dia 24 de fevereiro de 2016, por 23 cooperados e presidida por seu idealizador e cooperado Raphael Sampaio Vale.
O município aposta na diversificação da economia, sendo destaque em várias áreas no cenário econômico regional: na mineração, na produção e verticalização da cadeia da Soja, contando com uma extrusora pertencente ao Grupo BBF, na pecuária, na agroindústria e, também na piscicultura, e esse fato se refletiu diretamente no criscimento do PIB do município, passando de R$ 2.64 bi em 2018 para 4,28 bi em 2021 , um aumento de 61,83% no período. Em 2023 o município foi campeão paraense de produção de pescado em cativeiro, com os resultados exibidos durante a Semana Santa, quando tradicionalmente cresce o consumo de pescado no pais, fornecendo toneladas de pescado para diversos municípios do Estado e, realização de feiras de peixe vivo, que garantiram oportunidade de comercialização aos produtores.
A atividade de pesca, que iniciou como simples atividade extrativista para atender a demanda dos moradores ribeirinhos, recebeu investimentos e tecnologia através de dois grandes produtores pioneiros e transformou-se em uma lucrativa atividade econômica. Da comercialização dentro do município, para apenas atender a peixarias locais, à necessidade de expansão das vendas para outros municípios e estados, devido o grande crescimento da produção do pescado. Paragominas detém atualmente a liderança, com cerca de 40% da produção em cativeiro em todo o estado, distribuído em cerca de mil hectares de lâmina d’água dedicados, além de possuir fábrica de ração artesanal própria, em parceria com a Empresa Brasileira de Pesquisa Agropecuária (Embrapa) através do posto avançado em Paragominas, o Napt Belém-Brasília. Em 2023 a prefeitura de Paragominas ofereceu incentivos aos pequenos produtores residentes na área rural, para ampliar ainda mais a capacidade de produção no município. Foi garantida a escavação de tanques, realizada a doação de tanques de geomembrana, e oferecimento de cursos de capacitação na área.
Em 2023, na comercialização de pescado durante a Semana Santa, os produtores conseguiram faturar mais de R$ 40 mil na Feira do Peixe Vivo. Atualmente, Paragominas conta com o seguinte contingente de produtores: sendo cinco de grande porte, dez de tamanho médio e cerca de setenta pequenos produtores, produzindo espécies como pirarucu, lambari, carpa, pintado, além de tambaqui e tilápia, que são os dois destaques na comercialização.
Essa atividade tão lucrativa, em 2021 passou por um momento difícil. Após surgir no estado do Amazonas um caso confirmado da síndrome de Haff, popularmente chamada "doença da urina preta", o comércio do peixe viveu um período de crise, muito mais pela desinformação e 'fake news' que abasteceram as redes sociais. Então a Associação dos Piscicultores e Peixeiros de Paragominas, em parceria com a Prefeitura de Paragominas, objetivando mostrar para população que o consumo de peixes criados em cativeiro era saudável, serviu no mês de novembro 1500 quilos de peixe assado na brasa à população, no estacionamento do Lago Verde. Atualmente, vem se fortalecendo no município a cadeia de verticalização, em Maio de 2024, a Cooperativa Industrial Paragominense (COOPERNORTE), inaugurou sua unidade agroindustrial de processamento de grãos, um investimento de cerca de R$ 73 Milhões, em Julho, foi a vez da Empresa cearense Integral Mix, com foco na produção de ração animal, incluindo pets e também equinos, aves e suínos.
Nos últimos anos, uma nova alternativa agrícola vem se despontando no município, o cacau, segundo a Pesquisa Agrícola Municipal, do IBGE,o municípo que ocupava a 79ª posição no estado em 2020, com uma produção de 53 toneladas, chegou em 2023 a 38ª posição,produzindo 68 toneladas, um crescimento de 28%, no período. A produção de Carvão Vegetal, que teve seu período de crise, voltou a ser destaque no município, passando de 19.434t em 2019 para 58.250t  em 2023.

## Subdivisões

Mapa de Paragominas (PA)

### Bairros centrais de Paragominas
• Bairro Célio Miranda: Loteamentos: Centro (ou Módulo I) e Cidade Nova (ou Módulo II) e Jardim Nossa Senhora da Conceição (Parte do Cidade Nova). Domicílios = 2.518
• Bairro da Promissão: Loteamentos Parque da Promissão: I, II, III e IV (Parque IV), Residencial Olga Moreira (Promissão III), Nova Esperança e Loteamento Guanabara. Domicílios = 8.297 
• Bairro Sol Nascente: Residencial Morada do Sol, Residencial Morada dos Ventos, Loteamentos: Morada Verde, Jardim América, Canaã e Nova Esperança. ( o IBGE, unificou com o Bairro Promissão, porém existe na Câmara Municipal, projeto de lei, para a criação do Bairro).
• Bairro Jardim Atlântico: Setor Industrial, Loteamentos: Jardim Bela Vista (Formado pelos antigos loteamentos: Trecho Seco e Bela Vista), Residencial Maria de Lourdes Sobrinho (Jardim Bela Vista), Residencial Allan Kardec (Jardim Bela Vista), Residencial José Alberto (Conhecido como Peti - Jardim Bela Vista), Jardim Atlântico, Vila Rica, Laércio Cabelino (comumente chamado de “Laércio Cabeline”) I e II (Jardim Amazônico ou apenas Laércio Cabelino II), Aragão, Loteamento Vila Formosa e Jardim Ouro Preto. Domicílios = 5.500
• Bairro Camboatã: Loteamentos: Jardim Camboatã I, II, Novo Camboatã, Independência, Paraíso, Novo Paraíso e Residencial Selectas. Domicílios = 2.577
• Bairro Nova Conquista: Loteamentos: Jaderlândia, Manoel Nahor de Lima (Jardim Amazônico) e Nova Conquista. Domicílios = 2.593
• Bairro Uraim: Loteamentos: Uraim I, II e III, Guilherme Gabriel, Bonaparte, Sidney Rosa I e II. Domicílios = 1.379
• Bairro Presidente Juscelino: Loteamentos: JK I e II. Domicílios = 872
• Bairro Tião Mineiro: Loteamento Park Village Flamboyant, Ouro Verde (Loteamento até o aeroporto), Residencial Paricá, Jardim Europa e Res. Helena Coutinho (Bairro Flamboyant). Domicílios = 1.205
• Bairro Juparanã: Loteamentos: Cidade Jardim (Juparanã ou apenas Buriti), Residencial Vale dos Lírios e Residencial Jardim Valle do Uraim. Domicílios = 855
• Bairro Angelim: Loteamentos: Angelim, Residencial Parque das Américas (Angelim) e Vila Cabral. Domicílios = 417
• Bairro Açaizal: Sidilândia I, II e III (ou apenas Açaizal). Domicílios = 549

#### As margens da Rodovia Belém Brasília (BR-010)
• Bairro Andradina.
• Bairro Vila Pandolfi: Residencial Pandolfi e Residencial Zeno Azeredo.
• Bairro Inocêncio Oliveira: Residencial Inocêncio Oliveira e Rosa Madeireira.
• Bairro Nagib Demachki: Loteamentos: Nagibão I, II, III e Residencial Santa Rosa. Domicílios = 5.129

## Ocupação
Segundo o Censo Agropecuário de 2017, Paragominas conta com 1.446 Estabelecimentos Agropecuários que, somados equivalem a uma área de 856.018,569 hectares
Segundo o documento PPA 2018 A 2021 - Anexos I e II elaborados pela Prefeitura Municipal, o solo do município de Paragominas é Ocupado da Seguinte forma: *exceto onde indicado.
Os dados do Campo "Agricultura", são da "Produção Agrícola Municipal-2023", disponibilizados pelo Instituto Brasileiro de Geografia e Estatística.
Os dados do Campo "Psicultura" , é de matéria publicada no portal dol.com.br
Os dados do Campo "Área Urbana'', é do portal do IBGE- referente a 2022.
| CLASSE                   | ÁREA (Hectares) | %     |
| ------------------------ | --------------- | ----- |
| Floresta                 | 871.488         | 45,02 |
| Pastagem                 | 390.602         | 20,18 |
| Agricultura              | 319.584         | 16.5  |
| Vegetação Secundária     | 192.781         | 9,96  |
| Projetos de Assentamento | 110.600         | 5,71  |
| Terras Indigenas         | 98.362          | 5,08  |
| Outros                   | 45.868          | 2,37  |
| Água                     | 5.178           | 0,27  |
| Área Urbana              | 2907            | 0,15  |
| Psicultura               | 1.000           | 0,05  |
| Mineração                | 16              | 0,01  |
| Total                    | 1.935.372       | 100   |

## Favelas e comunidades urbanas
A partir do Censo Demográfico de 2022, o IBGE retornou o conceito de '' Favelas e Comunidades Urbanas'' no lugar de 'Aglomerados Subnormais'', para a realidade de Paragominas, se identificou as seguintes comunidades:
| Localidade                        | Quantidade Domicílios |
| --------------------------------- | --------------------- |
| Nova Esperança                    | 490                   |
| Ouro Preto                        | 303                   |
| Sidlândia I                       | 212                   |
| Sidlândia II                      | 128                   |
| Sidney Rosa I e II                | 124                   |
| Vila Cabral                       | 50                    |
| Jardim Camboatâ II                | 438                   |
| Jaderlândia                       | 348                   |
| Jardim Amazônico                  | 423                   |
| Novo Horizonte                    | 188                   |
| Jardim Nossa Senhora da Conceição | 351                   |
| Presidente Juscelino              | 318                   |
| Uraim II                          | 122                   |
| Jardim Atlântico                  | 311                   |
| Total (Und. %)                    | 3.806 (11,53%)        |

## Infraestrutura

### Estatísticas de saneamento básico
Domicílios Particulares Permanentes = 33.006 ( 2023, Censo IBGE) Urbanos = 30.148   Rurais = 2.858
Domicílios Não Ocupados = 5.141 (2024, Censo IBGE)
Malha Urbana Municipal= Aproximadamente 290 km (2014)
Abastecimento de Água = 80,77% Coleta de Esgoto= 21,34%* (2024,Censo IBGE)
*Rede Geral, Pluvial ou Fossa Ligada à Rede.
O Município conta com 01 Aterro Sanitário que recebe diariamente 200,614 kg/ 299,152 Metros Cúbicos de Resíduos/ Dia

### Caracteristicas Urbanisticas do Entorno dos Domicílios: (População Atendida)[49]
| Caracterisca          | População(%) |
| --------------------- | ------------ |
| Via Pavimentada       | 79,14        |
| Iluminação Pública    | 98,73        |
| Calçada               | 82,00        |
| Bueiro / Boca de Lobo | 39,59        |

## COMUNIDADES RURAIS (Regionalizadas Segundo estratégia de Saúde da Família[50]
1 Caip: Caip, Caujeiro I e II, Cacimbão, Novo Horizonte, Ribeirinho, Ribeirão , Bacaba, Escadinha.
2 Colônia Uraim: Colônia Uraim, Condominio Rural, Reunidas, Mandacaru
3 Paragonorte: Paragonorte, Del Rey, Nova Formosa, Nova Jerusalém, São João do Onça, Nova Vida,Baixo Uraim, Colonia da Paz
4 Piriá: Piriá, Providência, Três Lagoas, Gleba 22
5 Potiritá ( As margens do Rio Capim): , São Sebastião, Coera, Oriente, Piedade, Nazaré

## Bem-estar do ecossistema em Paragominas
Dados do Censo Demográfico de 2010, realizado pelo IBGE, mostra que, dos 24.945 domicílios de Paragominas,73,9%, tinha m rendimento nominal per capta de até 1 salário mínimo.